# Tachychlora subscripta
Tachychlora subscripta là một loài bướm đêm trong họ Geometridae.